# 庫門貝格山 (布雷根茨森林山脈)
47°20′10.6″N 9°37′0.3″E / 47.336278°N 9.616750°E

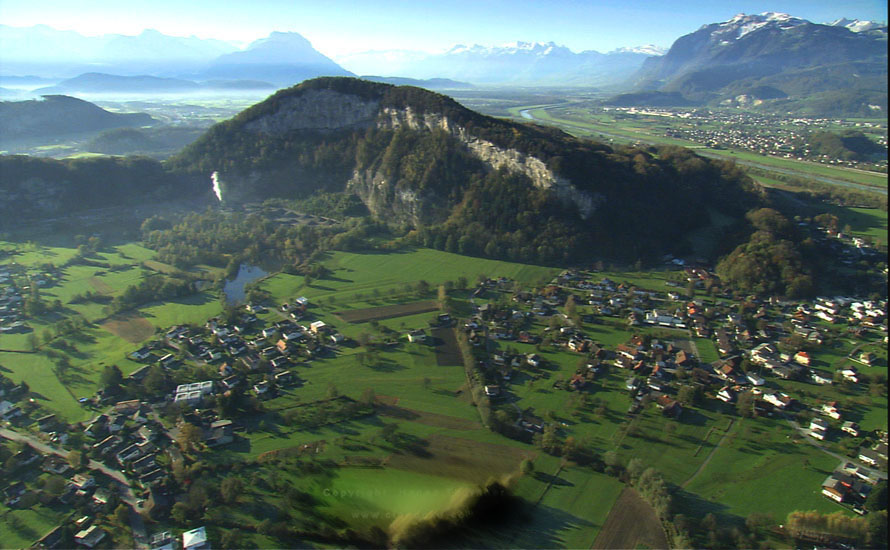

庫門貝格山（德語：Kummenberg），是奧地利的山峰，位於該國西部，由福拉爾貝格州負責管轄，屬於布雷根茨森林山脈的一部分，處於科布拉赫，海拔高度667米，每年平均降雨量1,852毫米。